# Toxicodendron vernicifluum
|  | Per a altres significats, vegeu «bàlsam (desambiguació)». |

Toxicodendron vernicifluum (anteriorment Rhus verniciflua), anomenat correntment, arbre de la laca, és una espècie del gènere Toxicodendron (abans Rhus) que creix a l'est d'Àsia, en regions de la Xina, Corea i Japó. Els arbres són conreats i sagnats de juny a novembre per extreure la seva saba tòxica, tradicionalment usada per lacar de forma molt duradora múltiples objectes decoratius a la Xina, Corea i al Japó. S'han trobat al Japó objectes tractats amb aquesta tècnica datats de fa 9000 anys, pertanyents al període Jōmon.

## Descripció
Els arbres aconsegueixen una altura de 20 metres, tenen llargues fulles dividides en 7 a 19 folíols (normalment d'11 a 13). La saba conté un compost alergénic anomenat urushiol pel nom japonès de l'espècie urushi (漆).
No confondre amb Aleurites moluccana (nou de l'Índia, arbre llum d'oli o kukui), un arbre del sud d'Àsia no relacionat amb el Toxicodendron, del que s'obté un oli que és usat també com a vernís.

## Usos
La saba, càustica i tòxica, és extreta del tronc per produir laca. Es procedeix fent de 5 a 10 incisions horitzontals en els arbres de 10 anys i recol·lectant la saba groc-grisenca que emergeix d'elles. S'obtenen aproximadament 250 mil·lilitres a l'any de cada arbre. Aquesta saba, coneguda com a urushi, es filtra, s'escalfa i opcionalment s'acoloreix abans d'aplicar-la sobre l'objecte que es vol lacar. Després de l'aplicació es conserva l'objecte en una càmera humida i càlida de 12 a 24 hores o s'introdueix en un forn a 400º durant una hora, perquè el urushiol s'assequi polimeritzant-se per formar un acabat transparent, dur i resistent a l'aigua.
En el seu estat líquid l'urushi pot causar serioses irritacions, tant per contacte com pels seus vapors. Una vegada endurit, les reaccions són poc comunes encara que possibles.
Els productes coberts amb urushi es reconeixen per l'acabat extremadament perdurable i llustrós. Entre altres aplicacions d'aquesta laca, les més comunes són en utensilis per a la taula, com a plats, bols, coberts, escuradents, copes i gots; instruments musicals com a flautes shakuhachi i tambors taiko; plomes estilográficas; joieria i arcs yumi. Hi ha diversos tipus de lacat amb urushi, encapçalant la llista el Wajima-nuri, procedent de la ciutat de Wajima i caracteritzat per utilitzar lli com a estructura reforzant en els lacats. El vermell cinabri està molt ben considerat, malgrat contenir mercuri, un element molt tòxic que pot provocar l'enverinament per mercuri. L'urushi natural sense pigment és marró fosc però els colors més comuns per als acabats de laca són el negre i el vermell, procedents de pigments en pols de ferro i òxid fèrric, respectivament. El tint urushi s'aplica amb pinzell o brotxa i es deixa assecar en un ambient càlid i humit o en un forn.
L'ús artístic i decoratiu de l'urushi és un llarg procés, calen varies hores o dies per a donar les capes necessàries amb els seus corresponents temps d'assecat. La creació d'una única peça lacada, com un bol o una ploma, pot portar de setmanes a mesos fins al seu acabat final.
El lacat urushi té un enemic natural, els rajos ultraviolats. Els objectes lacats han de protegir-se de la llum directa del sol quan no estan sent utilitzats. L'urushi és un adhesiu de gran potència.

### Ús medicinal
Les fulles, llavors i resina de l'arbre de la laca són, de vegades, usats en la medicina tradicional xinesa per al tractament de paràsits interns i el control d'hemorràgies. Els seus compostos buteina i sulfuretina tenen efectes antioxidants, i inhibitoris tant de l'enzim reductasa-aldosa com dels productes de glicosilació (o glicació) avançada (advanced glycation endproduct, AGE).

## Taxonomia
Toxicodendron vernicifluum va ser descrita per (Stokes) F.A.Barkley i publicat a American Midland Naturalist 24: 680, l'any 1940.
Etimologia
Toxicodendron: nom genèric que deriva de les paraules gregues: τοξικός (toxikos), que significa "verí", i δένδρον (dendron), que significa "arbre".
vernicifluum: epítet
Sinonímia
- Rhus succedanea var. himalaica Hook.f.
- Rhus succedanea var. silvestrii Pamp.
- Rhus vernicifera DC.
- Rhus vernicifera var. silvestrii Pamp.
- Rhus verniciflua Stokes
- Toxicodendron verniciferum (DC.) I.A.Barkley & F.A.Barkley
- Toxicodendron vernicifluum var. shaanxiense Ji Zu Zhang & Z.I.Shang[4]

## Galeria d'imatges

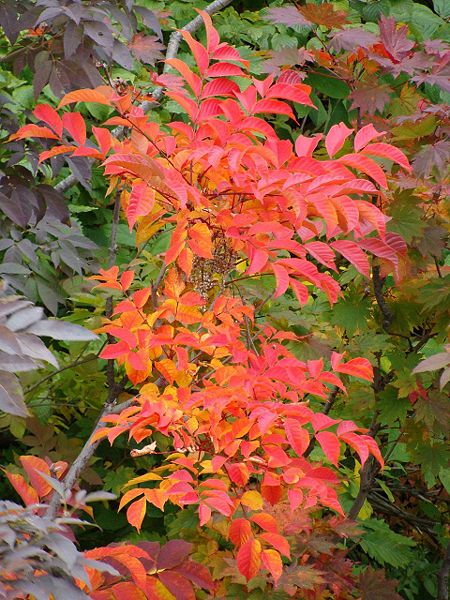
Detall de les fulles
Fruits
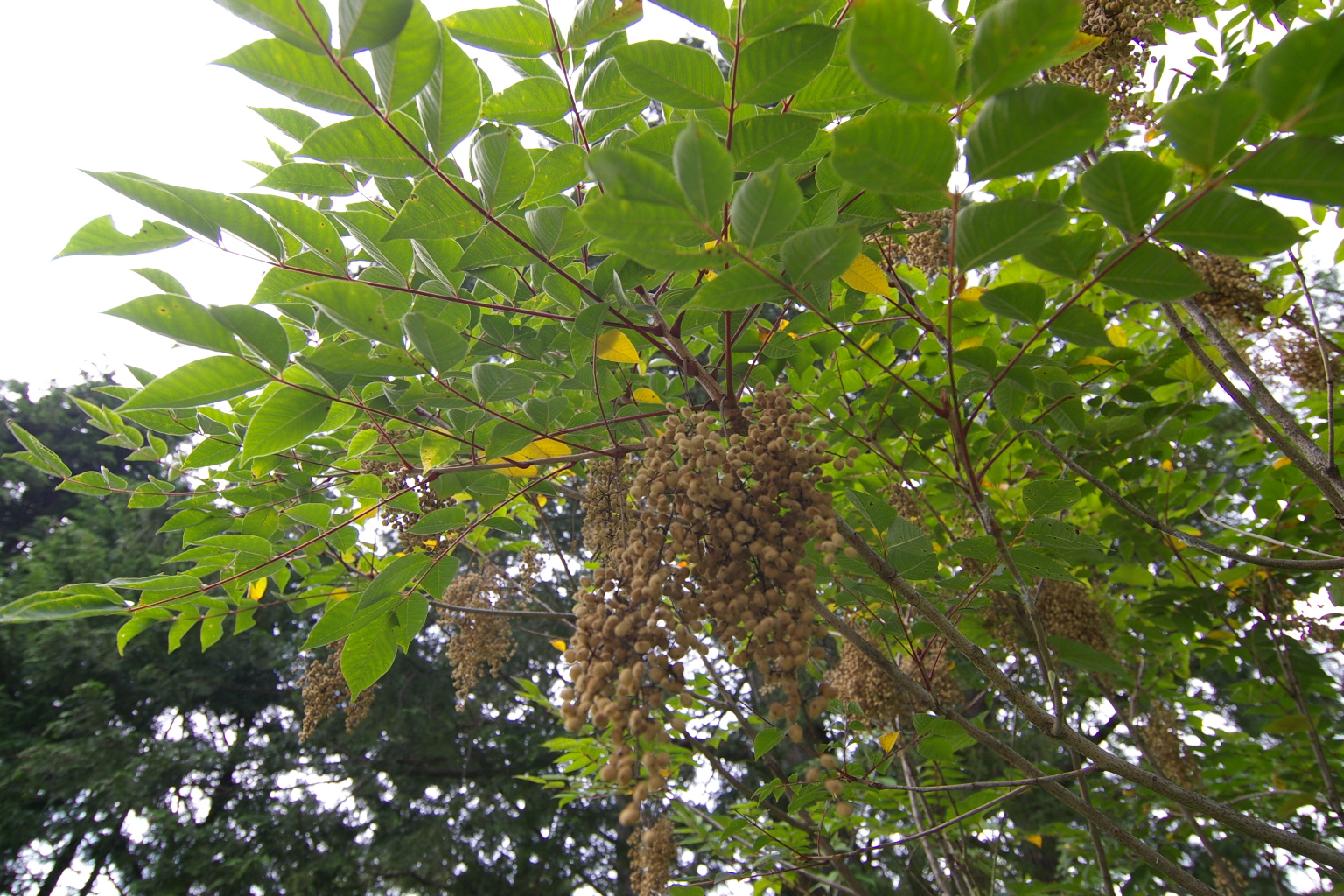
Vista de la planta